# Туньчан
19°21′06″ пн. ш. 110°06′12″ сх. д. / 19.3517° пн. ш. 110.1033° сх. д.
Туньчан (кит. 屯昌县, пін. Túnchāng Xiàn) — один із повітів КНР у складі провінції Хайнань. Адміністративний центр — містечко Туньчен.

## Географія
Туньчан лежить у центральній частині острова Хайнань.

### Клімат
Повіт знаходиться у зоні, котра характеризується вологим мусонним кліматом. Найтепліший місяць — липень із середньою температурою 28,2 °C. Найхолодніший місяць — січень, із середньою температурою 18 °С.
| Клімат повіту Туньчан   | Клімат повіту Туньчан | Клімат повіту Туньчан | Клімат повіту Туньчан | Клімат повіту Туньчан | Клімат повіту Туньчан | Клімат повіту Туньчан | Клімат повіту Туньчан | Клімат повіту Туньчан | Клімат повіту Туньчан | Клімат повіту Туньчан | Клімат повіту Туньчан | Клімат повіту Туньчан | Клімат повіту Туньчан |
| Показник                | Січ.                  | Лют.                  | Бер.                  | Квіт.                 | Трав.                 | Черв.                 | Лип.                  | Серп.                 | Вер.                  | Жовт.                 | Лист.                 | Груд.                 | Рік                   |
| Середній максимум, °C   | 22,6                  | 24,3                  | 27,6                  | 30,9                  | 32,5                  | 33,4                  | 33,5                  | 32,6                  | 31                    | 28,8                  | 26,1                  | 23                    | 28,9                  |
| Середня температура, °C | 18                    | 19,6                  | 22,4                  | 25,6                  | 27,1                  | 28,2                  | 28,2                  | 27,4                  | 26,3                  | 24,6                  | 21,8                  | 18,8                  | 24                    |
| Середній мінімум, °C    | 15                    | 16,6                  | 19                    | 22,1                  | 23,7                  | 24,9                  | 24,8                  | 24,3                  | 23,5                  | 21,9                  | 19                    | 15,9                  | 20,9                  |
| Норма опадів, мм        | 31.7                  | 40.2                  | 45.2                  | 118.8                 | 273.1                 | 201.7                 | 202.8                 | 295.6                 | 327.4                 | 300.5                 | 110.9                 | 55.5                  | 2003.4                |
| Вологість повітря, %    | 86                    | 85                    | 82                    | 81                    | 81                    | 80                    | 80                    | 84                    | 86                    | 85                    | 84                    | 84                    | 83.2                  |
| ----------------------- | --------------------- | --------------------- | --------------------- | --------------------- | --------------------- | --------------------- | --------------------- | --------------------- | --------------------- | --------------------- | --------------------- | --------------------- | --------------------- |
| Джерело: data.cma.cn    |                       |                       |                       |                       |                       |                       |                       |                       |                       |                       |                       |                       |                       |